# Al Salam 313
Al Salam 313 ist eine kriminelle Organisation, die in mehreren europäischen Ländern aktiv ist.

## Beschreibung
Eigenen Angaben zufolge gründete sich die Gruppe 2016 und sei neben Deutschland auch in weiteren europäischen Ländern, beispielsweise in Schweden, Dänemark und in den Niederlanden aktiv. Anführer der Organisation ist laut Selbstdarstellung in einem Bekennervideo Mohamed Bunia, der sich selber Abu Mehdi nennt. Ein Mehdi oder auch Mahdi ist im schiitischen Islam ein von Gott gesandter Nachkomme des Propheten Mohammed. Der Imam Mahdi soll laut Glaubenslehre in der Endzeit erscheinen und zusammen mit 313 Gefährten das Unrecht auf der Welt beseitigen. Das Logo der Gruppe ist eine weiße Taube, angelehnt an das Logo der irakischen paramilitärische Streitkraft Mahdi Armee, zu der enge Verbindungen vermutet werden.
Der Ursprung der Gruppe steht mit Auseinandersetzungen im Drogenmilieu in Zusammenhang. Im Zuge der Flüchtlingskrise wurden von libanesischen Clans in der Region Nordrhein-Westfalen vermehrt junge Migranten als Rauschgiftdealer angeworben. Kurz darauf begannen Großfamilien aus den Krisengebieten Syrien und Irak mit den ortsansässigen Clans um Drogenreviere und andere Geschäftsfelder zu kämpfen. Ende 2017 sollen Mitglieder des Al-Zein Clans die Essener Teestube des Anführers der Al Salam 313 überfallen und diesen niedergeschlagen haben, wodurch die inzwischen stark vernetzte Gruppierung die Aufmerksamkeit der Ermittlungsbehörden und des Staatsschutzes erweckte. Am 22. Mai 2019 wurden im Rahmen einer Großrazzia wegen Verstoßes gegen das Kriegswaffenkontrollgesetz, Schleusungskriminalität, Urkundenfälschung und Straftaten im Bereich der Drogenkriminalität ermittelt. Im gleichen Zeitraum wurden Todesdrohungen der Gruppe gegen irakische Flüchtlinge bekannt, welche sich öffentlich kritisch über den Irak geäußert hatten oder sich als Frau angeblich nicht entsprechend der Scharia verhalten würden.